# Nils Segerstedt
Nils Segerstedt, född 4 september 1755 i Lista socken, död 4 november 1808 i Vists socken, han var kyrkoherde i Vists pastorat.

## Biografi
Nils Segerstedt föddes 4 september 1755 i Lista socken. Han var son till kyrkoherden Johannes Segerstedt och Maria Christina Kumblin. Segerstedt blev 177 student vid Uppsala universitet och prästvigdes 2 julis 1780 i Strängnäs stift. Han blev 1788 huspredikant hos riksrådet och grevens Nils Adam Bjelke på Sturefors slott. Segerstedt blev 27 oktober 1793 kyrkoherde i Vists församling, tillträdde 1794 och prost 30 april 1806. Han avled 4 november 1808 i Vists socken.

### Familj
Segerstedt gifte sig första gången 1782 med Gustava Hedman (1754–1803). Hon var dotter till rådmannen och guldsmeden Hedman och Anna Stina Löfman i Södertälje. De fick tillsammans barnen Maria Gustava, Johanna Christina, Sara Greta (född 1786), Albertina (1788–1866), Nils Gustaf (1791–1837), Christian (1793–1846), Johan (1793–1794) och Ulrik Julius.
Segerstedt gifte sig andra gången 1806 med Juliana Sophia Holm (1773–1838).